# مانارولا

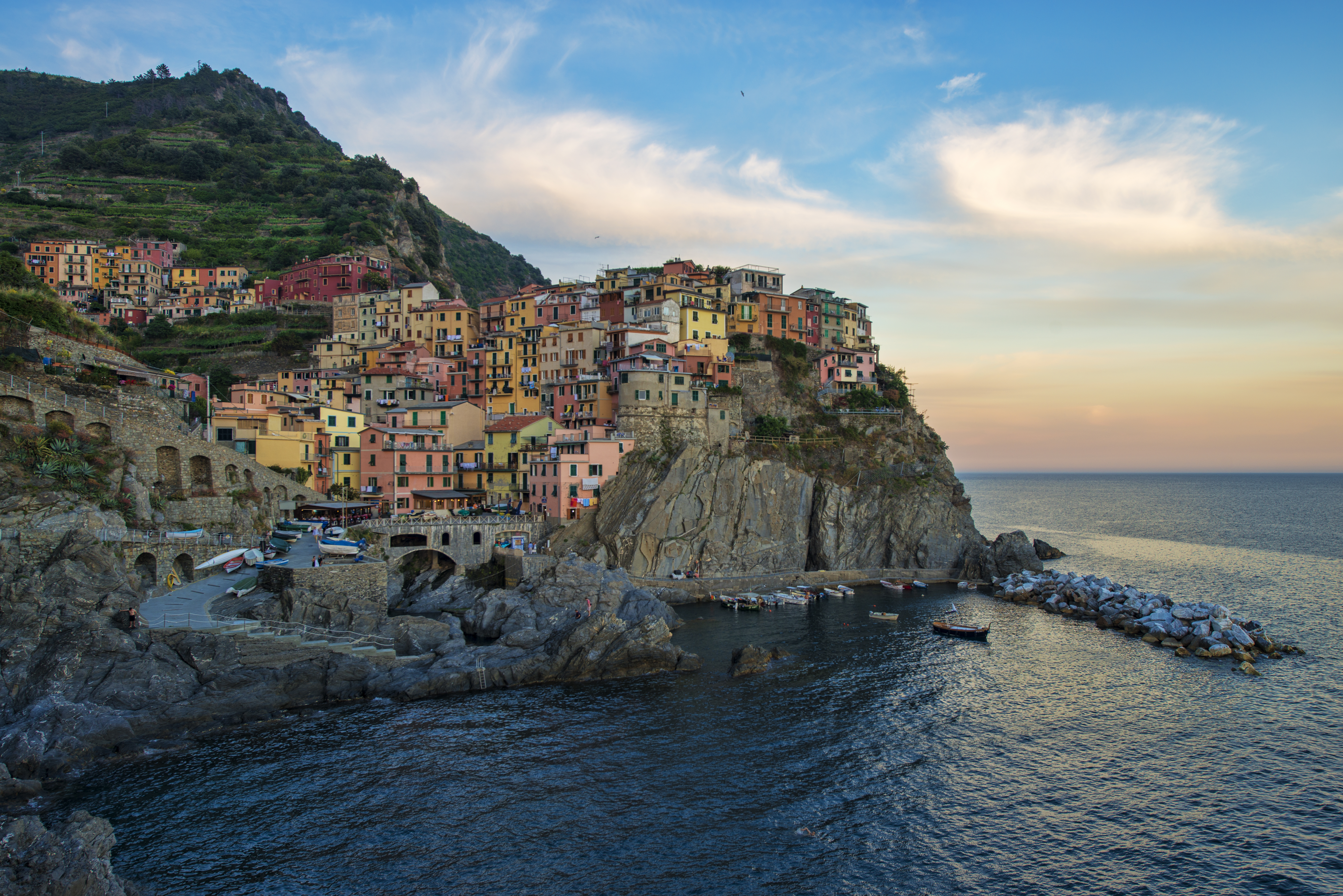
نمایی از مانارولا

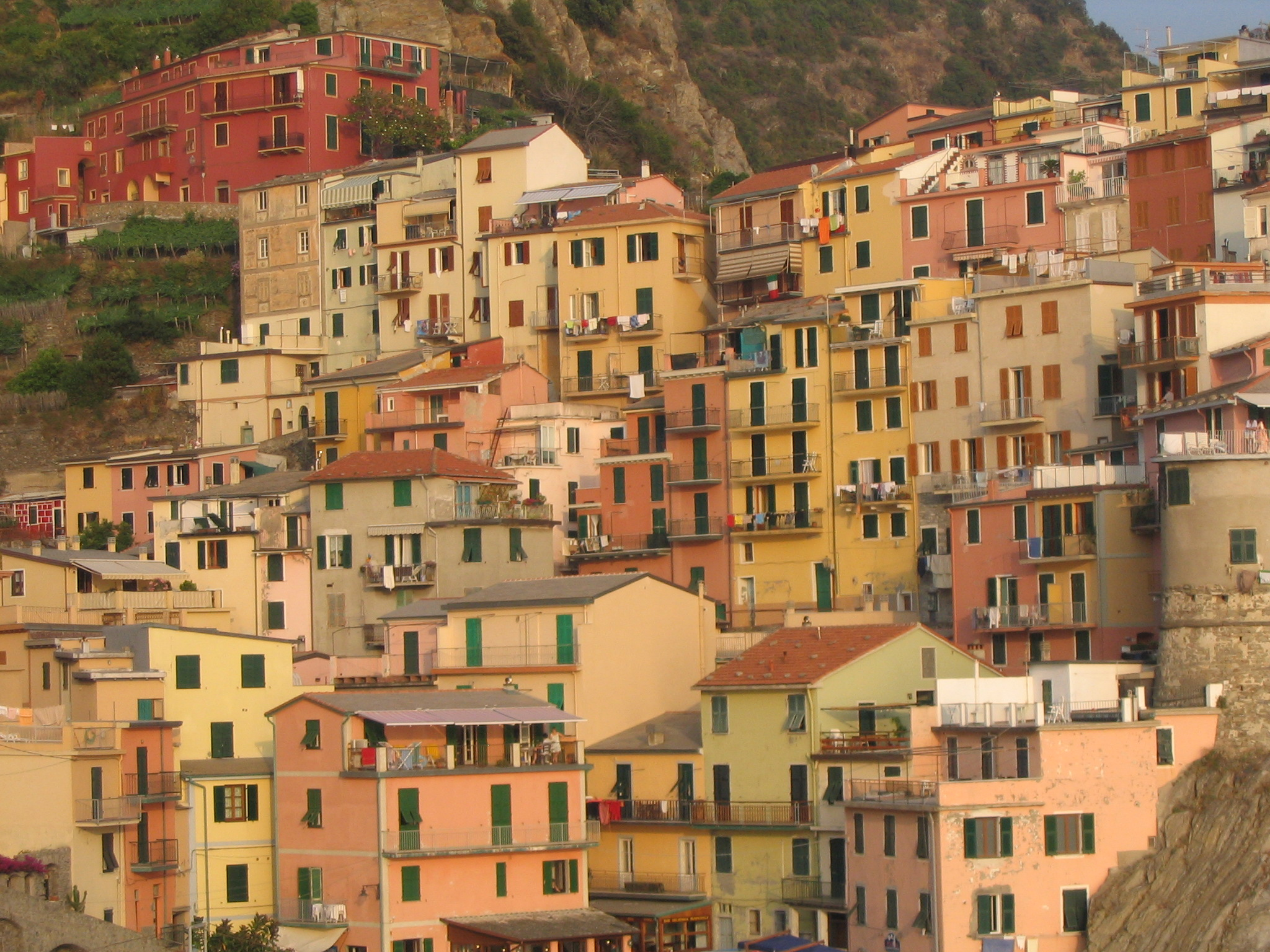
ساختمان‌های تاریخی مانارولا

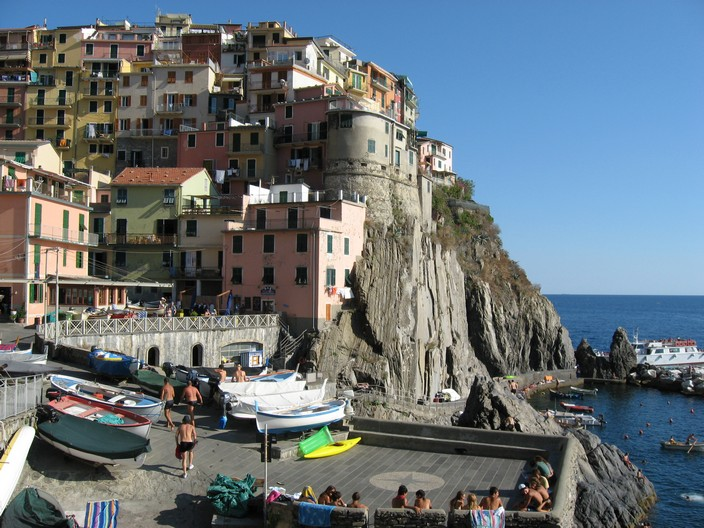
روستای مانارولا

مانارولا شهر کوچکی بر روی ساحلی سنگی در بخش ریوماجیوره در استان لا اسپتزیا ناحیه لیگوریا در ایتالیا قرار دارد. این دومین شهر کوچک معروف است که گردشگران آن را بازدید می‌کنند.

مانارولا ممکن است قدیمی‌ترین شهرها در چینکو تره با سنگ بنای کلیسای سن لورنزو از سال ۱۳۳۸ باشد. گویش محلی مانارولایی تا حدی متفاوت از گویش‌های مناطق مجاور است. صنایع اصلی مانارولا به‌طور سنتی ماهیگیری و شراب‌سازی هستند. شراب محلی به نام سایاچترا مشهور است. ارجاع به نوشته‌های روم باستان کیفیت بالای شراب تولید شده در منطقه را ذکر می‌کنند.

جاذبه‌های گردشگری در منطقه شامل پیاده رویی معروف بین مانارولا و ریوماجیوره (وییا دل آموره، به معنی "دنباله عشق") و مسیرهای پیاده‌روی در تپه‌ها و تاکستان‌ها در بالای شهر است. در این شهر بیشتر خانه‌ها روشن و رنگی هستند.